# カルタヴトゥーロ
カルタヴトゥーロ（イタリア語: Caltavuturo）は、イタリア共和国シチリア自治州パレルモ県にある、人口約3,900人の基礎自治体（コムーネ）。

## 地理

### 位置・広がり
パレルモ県のコムーネ。県都パレルモから南東へ57kmの距離にある。

#### 隣接コムーネ
隣接するコムーネは以下の通り。
- ポリッツィ・ジェネローザ
- シッラート
- スクラーファニ・バーニ